# Jeppe Kofod
Pour les articles homonymes, voir Kofod.
Jeppe Sebastian Kofod, né le 14 mars 1974 à Copenhague, est un homme politique danois du parti Social-démocratie. Il est ministre des Affaires étrangères du Danemark entre 2019 et 2022.

## Biographie
Jeppe Kofod est titulaire d'une licence en sciences sociales de l'université de Roskilde et d'une maîtrise en administration publique de l'université d'Harvard.

### Membre du Folketing
Il est membre du Folketing, le Parlement danois, de mars 1998 à juin 2014. Pendant son mandat, il est notamment porte-parole des sociaux-démocrates sur les questions de politique étrangère de 2001 à 2008, et vice-président du groupe social-démocrate de 2003 à 2005. Il a également présidé le comité de politique étrangère du Folketing.

### Parlement européen
En septembre 2013, il est désigne comme tête de liste de son parti en vue des élections européennes de mai 2014, où les sociaux-démocrates remportent trois sièges. En décembre 2016, il devient vice-président de l'alliance progressiste des socialistes et démocrates au Parlement européen.
En avril 2018, il est à nouveau choisi comme tête de liste sociale-démocrate pour élections européennes de mai 2019. Après sa réélection pour un second mandat le 29 mai, il participe à un groupe de travail transpartisan chargé d'élaborer le programme de travail du Parlement européen en matière de politique étrangère.

### Ministre des Affaires étrangères
Le 27 juin 2019, il est nommé ministre des Affaires étrangères dans le gouvernement Mette Frederiksen. Il démissionne donc de son mandat de député européen le jour même du début de la neuvième législature, le 2 juillet 2019. 
Quelques semaines après son entrée en fonctions, il est confronté à l'incident diplomatique entre les États-Unis et le Danemark provoqué par l'annonce par le président Donald Trump d'acheter le Groenland. 
En janvier 2022, il annonce le retrait des troupes danoises récemment déployées au Mali dans le cadre de la Task Force Takuba, après une demande de la junte au pouvoir.
Kofod est également en fonction au moment du début de l'invasion de l'Ukraine par la Russie, et prend notamment en avril 2022 la décision d'expulser 15 diplomates russes en réponse au massacre de Boutcha. Dans le cadre du conflit, il présente en mars 2022 le projet de loi visant à l'organisation d'un référendum sur la fin de l'option de retrait du Danemark de la politique de sécurité et de défense commune de l'Union européenne. Il annonce le 7 avril accepter de changer la formulation initiale de la question, critiquée par des partis d'opposition. Après la large approbation du projet lors du référendum du 1er juin, il annonce que le Danemark rejoindra formellement la politique commune à partir du 1er juillet.
Le 14 juin 2022, Kofod et son homologue canadienne, Mélanie Joly, annoncent un accord pour partager l'île Hans, mettant fin à une confrontation longue de plusieurs décennies connue sous le nom de guerre du whisky.

### Retrait de la vie politique
Il est candidat aux élections législatives de novembre 2022. Il arrive toutefois en huitième position parmi les candidats sociaux-démocrates dans sa circonscription où le parti obtient sept sièges, et échoue donc à se faire élire et devient premier suppléant. Il n'est pas reconduit dans le gouvernement Mette Frederiksen II, remplacé par Lars Løkke Rasmussen le 15 décembre. À partir de la fin février 2023, il revient brièvement au Folketing pour y remplacer Mette Gjerskov, sa collègue en congé maladie, mais quitte ses fonctions le 1er mai. Il annonce le lendemain son retrait définitif de la vie politique, alors qu'il était envisagé comme un potentiel candidat aux élections européennes de 2024. Lorsque Gjerskov décède en juin, il confirme ne pas avoir l'intention de prendre son siège.

## Relation avec une mineure
En 2008, alors âgé de 34 ans, il a une relation sexuelle avec une jeune fille de 15 ans, issue du mouvement de jeunesse du parti. Après la révélation de cette liaison, il démissionne de son poste de porte-parole du parti pour les questions de politique étrangère. Après une pression intense des médias, il reconnaît dans un communiqué de presse, qu'il s'agissait d'une relation « moralement inappropriée » et qu'il la regrettait profondément. Dans la mesure où l'âge de consentement est précisément de 15 ans au Danemark, cette polémique n'a pas conduit à une enquête judiciaire.